# Gutach im Breisgau
Pour les articles homonymes, voir Gutach.
Gutach im Breisgau est une commune de Bade-Wurtemberg (Allemagne), située dans l'arrondissement d'Emmendingen, dans le district de Fribourg-en-Brisgau, au nord-est de Fribourg-en-Brisgau.
Elle se trouve dans la vallée de l'Elz, un affluent du Rhin.
En 2008 elle comptait 4 455 habitants.

## Jumelage
- Worthing (Royaume-Uni) depuis 1997
- Grumbach (Jöhstadt) (Allemagne) depuis 2001